# Johannes Komnenos (Andronikos I:s son)
 Johannes Komnenos, född 1159, död 1185, var kejsardömet Bysans monark mellan år 1183 och 1185